# Caupenne
Caupenne (gaskonsko Caupena) je naselje in občina v francoskem departmaju Landes regije Akvitanije. Naselje je leta 2010 imelo 404 prebivalce.

## Geografija
Kraj leži v pokrajini Gaskonji ob reki Louts, 29 km jugovzhodno od Daxa.

## Uprava
Občina Caupenne skupaj s sosednjimi občinami Baigts, Bergouey, Doazit, Hauriet, Lahosse, Larbey, Laurède, Maylis, Mugron, Nerbis, Saint-Aubin in Toulouzette sestavlja kanton Mugron s sedežem v Mugronu. Kanton je sestavni del okrožja Mont-de-Marsan.

## Zanimivosti
- romanska cerkev sv. Martina iz 12. do 17. stoletja,
- cerkev sv. Lovrenca,
- Château de Caupenne iz 17. stoletja.